# Nordamerikas historia
Nordamerikas skrivna historia börjar med skriftkulturerna i Mexiko. I övriga Nordamerika började historisk tid då de europeiska upptäckarna anlände från år 1492 och framåt. För tiden dessförinnan, se Nordamerikas förhistoria.

## Erövringen av Mexiko
Hernán Cortés anlände, från Kuba, till aztekernas kust (nuvarande Mexiko) med cirka 500 soldater i april 1519. Landstigningen skedde samma år som aztekernas sägen sade att guden skulle återvända för att återta sitt rike. Det aztekiska samhället var mycket vidskepligt och trodde att deras gud skulle återvända från andra sidan havet, dit Cortés åkt många år tidigare. Aztekerna välkomnade honom därför med stora skatter.
Cortés var dock inte nöjd utan ville ta del av de enorma skatter i form av guld och silver som civilisationen hade. Trots att han råddes av härskaren Moctezuma II att hålla sig borta från huvudstaden Tenochtitlán påbörjade Cortés resan. Efter en lång och blodig marsch nådde han målet i november 1519. Huvudstaden låg mitt i en sjö och var en stenmetropol med enorma tempel och välordnade vägar. I egenskap av potentiella gudar blev spanjorerna inkvarterade i ett stort palats nära härskaren. Spanjorerna spärrade i gengäld in härskaren i hans palats och tog makten över riket. Efter ungefär ett halvår utbröt dock svårigheter när en grupp spanjorer massakrerade några azteker som samlats för en fest. Under det stora tumult som utbröt dödades aztekhärskaren och spanjorerna drog sig ut ur staden, under pilbeskjutning.
Nästa försök att ta över aztekernas rike gjordes på våren 1521 och denna gång var spanjorerna mer inriktade på krig. Cortés lyckades ena aztekernas fiender i de omkringliggande rikena och tillsammans med dessa erövrades, efter 93 dagar av blodiga strider, Tenochtitlán, som lades i ruiner. Därmed var aztekerna kuvade och Spanien tog hand om styret i området.

## Kolonial era
Kring 1663 hade den franska staten tagit kontroll över Nya Frankrike från trähandelsföretagen, och den engelska kolonialismen hjälpte till att skapa en mer formell kolonialism i Nordamerika.
Rivaliteten mellan europeiska stater ledde till olika krig på den nordamerikanska kontinenten, som kom att spela stor roll för den koloniala utvecklingen. Gränserna ändrades ofta, och fred slöts inte förrän franska styrkor i Nordamerika besegrades av britterna i slaget på Abrahams slätter vid Québec 1759, vilket ledde till att Frankrike gav upp de flesta territoriella kraven utanför Karibien.
Vicekungariket Nya Spanien var namnet på vicekungaterritorierna inom det Spanska imperiet i områden som Asien och Nordamerika från 1535 och fram till 1821.

## Revolutionernas tid
Den kommande Amerikanska revolutionen under 1770-talet påverkade kontinenten mycket. Till en början påverkade revolutionen genom att det ledde till skapandet av USA. Det amerikanska revolutionskriget påverkade hela regionen. Så kallade United Empire Loyalists skapade Engelska Kanada. 1810 utropade Miguel Hidalgo Mexiko som självständig stat, och så började det mexikanska frihetskriget. 1813 skrevs det första dokumentet med Nya Spaniens separation, med respekt till Spanien.

## Expansionsåren
Efter USA:s självständighet expanderade USA snabbt västerut och 1803 köpte USA Louisianaterritoriet av Frankrike. USA:s försök att expandera norrut hejdades av Storbritannien under 1812 års krig. Vid samma tid ökade den brittiska bosättningen i Kanada. USA:s expansion försvagades av splittringen mellan så kallade "fria delstater" och "slavdelstater", vilket 1820 ledde till Missourikompromissen. Samtidigt var Kanada splittrat mellan fransktalande och engelsktalande samhällen, vilket 1837 ledde till flera upplopp med bråk och slagsmål. Mexiko präglades av politisk spänning mellan liberaler och konservativa, och upproret i den engelsktalande regionen Tejas, som 1836 förklarade sig självständigt som Republiken Texas. 1845 införlivades Texas i USA vilket senare kom att leda till Mexikanska kriget. Efter konflikten expanderade USA mot Kalifornien och sydväst.

## Konflikt och konfederation
Skapandet av CSA och det amerikanska inbördeskriget skakade det amerikanska samhället. Det ledde till slaveriets upphörande i USA, förstörelse och många dödade människor. Men efter växte sig USA starkare ekonomiskt, och blev ett politiskt starkt industriland.
Som ett svar på att USA fick allt större inflytande enades fyra av de kanadensiska kolonierna 1867 att skapa dominionen Kanada. Då British Columbia anslöt sig 1871 expanderade Kanada bort till Stilla havet, och 1885 byggdes en transkontinental järnväg vid namn Canadian Pacific Railway.
I Mexiko gjorde konflikter som reformkriget staten svag, och banade iväg för främmande influenser. Det Andra franska kejsardömet invaderade 1864 Mexiko och skapade Andra mexikanska kejsardömet, som föll 1867.

## Sent 1800-tal
I både USA och Kanada kom det sena 1800-talet att präglas starkt av en massiv immigration, och många av immigranterna sökte sig västerut. Dessa områden var dock inte helt obefolkade, och USA:s regering utkämpade krig mot indianerna. I Kanada var dessa relationer mer fridfulla, tack vare de så kallade Numbered Treaties, en serie fördrag. Dock utbröt två uppror, 1870 och 1885 ute på prärien. Newfoundlandkolonin blev 1907 en egen dominion, för att 1949 återföras till Kanada.
I Mexiko dominerades epoken av diktatur under Porfirio Díaz.

## Världskrigens tid

### Första världskriget
Då första världskriget bröt ut 1914 kastades Kanada, som en del av det Brittiska imperiet, rakt ut i kriget. Många kanadensare dödades i strid. USA försökte först undvika att delta i konflikten men gav sig in kriget 1917 på Storbritanniens och Frankrikes sida.
Mexiko deltog inte i kriget men genomled den mexikanska revolutionen under samma period.

### Mellankrigstiden
Under 1920-talet drogs USA in i en högkonjunktur, som kallades det glada 1920-talet. Även Kanada påverkades av högkonjunkturen. Wall Street-kraschen 1929 och torka orsakade dock ett abrupt slut på högkonjunkturen och ledde till en depression under 1930-talet.
I Mexiko pågick ett uppror mot den antikatolska regeringen.

## Andra världskriget
Återigen hamnade Kanada i krig före sina grannar. USA gick 1941 in i andra världskriget på de allierades sida.
Mexiko var till en början neutral men när två mexikanska tankerfartyg, i vilka olja fraktades till USA, attackerades och sänktes 1942 i Mexikanska golfen av tyskarna förklarade Mexiko krig mot Tyskland.
Den förstörelse i Europa som kriget orsakade ledde efter kriget till att Nordamerika, främst USA, blev allt viktigare i internationella relationer.

## Efterkrigstid
Under det tidiga kalla kriget blev USA den starkaste parten i ett västligt samarbete, där även Kanada och Mexiko ingick. USA hade dock problem med rasrelationer. I Kanada pågick den så kallade tysta revolutionen, och Québecnationalismen växte sig starkare.
Mexiko genomgick en stark ekonomisk tillväxt efter andra världskriget, samt en stark industrialiseringsprocess och en växande medelklass. Denna period i Mexikos historia kallas El Milagro Mexicano (Mexikanska miraklet).
I Karibien präglades tiden av avkolonisering, medan den kubanska revolutionen stärkte det kalla krigets rivaliteter i Latinamerika.

## Vietnamkriget och stagflation
USA gick in i Vietnamkriget, en global del av det kalla kriget. När USA senare drog tillbaka sina trupper och kriget avslutades skakades det amerikanska samhället.
Kanada dominerades under denna tid av ledarskap under Pierre Elliott Trudeau. Mot slutet av hans ledarskap antog Kanada 1982 en ny konstitution.
Både USA och Kanada upplevde stagflation.

## 1980-talet
Kanadas Brian Mulroney arbetade för starkare handelsförbindelser med USA. Detta ledde i januari 1988 till det kanadensisk-amerikanska frihandelsavtalet.
Mexiko genomgick en ekonomisk recession.
I USA var Ronald Reagan president 1981–1989 och USA antog en hårdare linje mot kommunism i de internationella relationerna.  Privatiseringarna ökades och marknadsekonomin stärktes också under denna perioden.

## Senare tider
Då det kalla kriget gick mot sitt slut fortsatte den ekonomiska tillväxten i området. Den 1 januari 1994 undertecknade Kanada, Mexiko och USA NAFTA-avtalet och världens största frihandelsområde skapades i Nordamerika. År 2000 blev Vicente Fox Mexikos första president utanför partiet Partido Revolucionario Institucional sedan 1920.
Optimismen från 1990-talet dämpades den 11 september 2001, då terroristattacker genomfördes i USA. USA gav sig in i konflikten i Afghanistan, liksom Kanada. Till skillnad från USA gav sig dock Kanada inte in med styrkor i Irakkriget.

## De centralamerikanska kulturerna
- Maya
- Azteker
- Tolteker

## Mötet mellan indianer och vita
- Indiankrig